# Okręg wyborczy Page
Okręg wyborczy Page (ang. Division of Page) – jednomandatowy okręg wyborczy do Izby Reprezentantów Australii, położony w północnej części Nowej Południowej Walii, przy granicy ze stanem Queensland. Pierwsze wybory odbyły się w nim w 1984 roku, jego patronem jest były premier Australii i zarazem wieloletni przywódca Partii Wiejskiej Earle Page. 

## Lista posłów
| okres urzędowania | poseł          | przynależność             |
| ----------------- | -------------- | ------------------------- |
| 1984-1990         | Ian Robinson   | Narodowa Partia Australii |
| 1990-1996         | Harry Woods    | Australijska Partia Pracy |
| 1996-2007         | Ian Causley    | Narodowa Partia Australii |
| 2007-2013         | Janelle Saffin | Australijska Partia Pracy |
| od 2013           | Kevin Hogan    | Narodowa Partia Australii |

źródło: 

## Dawne granice

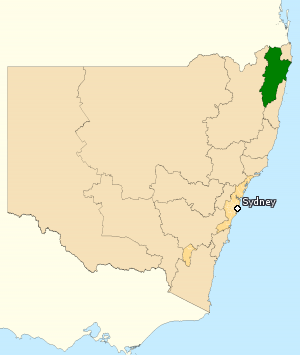
Okręg w granicach z 2010 roku